# Otto Ulmer
Otto Ulmer (* 2. Februar 1904 in Stuttgart; † 12. April 1973 ebenda) war ein deutscher Textilunternehmer und Maler.

## Leben und Werk
Otto Ulmer besuchte das Dillmann-Realgymnasium in Stuttgart. Auf die Reifeprüfung folgte die Ausbildung zum Textilkaufmann und 1926 ein zweijähriger USA-Aufenthalt. Nach dem Tod des Vaters 1928 übernahm Ulmer die Leitung des väterlichen Textilgroßhandelsbetriebes. Ulmer leistete von 1942 bis 1945 Militärdienst. Nach Kriegsende baute er die zerstörte Textilfirma und das Haus der Familie an der Stuttgarter Gänsheide wieder auf.
Die Beschäftigung mit der Malerei erfolgte neben dem Beruf weitgehend autodidaktisch, nachdem Ulmer als Elfjähriger eine Zeit lang Privatunterricht von seinem Zeichenlehrer am Gymnasium erhalten hatte. Nach dem Zweiten Weltkrieg setzte er die künstlerische Tätigkeit fort und widmete sich zunächst erneut der Landschaftsmalerei. Er entwickelte eine Vorliebe für gebrochene Übergangstöne und feine Farbnuancen, die seiner Malerei eine monochrome Melancholie verleihen.
Ulmers unternehmerische Tätigkeit ließ eine Beschäftigung mit der Kunst nur an Wochenenden zu, so dass er, abgesehen vom Malunterricht als Jugendlicher, zeit seines Lebens Autodidakt blieb. Zunächst stellte er sich in die Tradition der schwäbischen Freilichtmalerei und malte in Stuttgart und Umgebung. In den 1950er Jahren vollzog er jedoch den Übergang von der Malerei zur Collage. Ulmer arbeitete nunmehr in der Werkstatt seines Wohnhauses an der Gänsheide und pflegte in den 1950er Jahren Kontakt zum informellen Künstlertreff am Stuttgarter Bubenbad, der sich um Stuttgarter Künstler wie Willi Baumeister und Sammler wie den Neurologen Ottomar Domnick gebildet hatte. Bei der Komposition der Collagen bediente sich Ulmer vorwiegend bei Materialien wie Stoffresten, Sackleinen, Flicken und Mallappen, die ihm aus seinem Berufsleben vertraut waren, wobei er grundsätzlich keine neuen, sondern immer nur gebrauchte Textilien verwendete.
Die Weiterentwicklung zur Assemblage und dem Objet trouvé Mitte der 1960er Jahre erscheint logisch und läutete Ulmers intensivste Schaffensphase ein. 1965 zog er sich aus dem Unternehmen zurück und widmete sich ganz der Kunst. Ulmer begann nun verbrauchte Alltagsgegenstände, wie alte Schrauben, Nägel, Steine, Dachziegel, verwitterte Holz- und Metallstücke, in Materialbildern zu verarbeiten und wendete hierbei Ausdrucksmittel von Schwitters oder Arp und das Umdeutungsprinzip von Duchamp an. So entstanden Werke wie z. B. die „Hommage an einen geretteten Dachziegel“ (1972), ein auf beschriftete Leinwand montierter Dachziegel, den Ulmer aus dem im Krieg zerstörten Elternhaus „gerettet“ hatte. Teilweise erinnern die bekritzelten Leinwände an Twombly, wobei die Beschriftungen den Arbeiten das Symbolische hinzufügen und nicht als eigenständiges Stilmittel eingesetzt werden.
Während die verarbeiteten Gegenstände „aus der Gosse geholt“ wurden, haben die gewählten Materialien eine Symbolik, wie sie auch in Beuys’ Werken der 1960er Jahre zu finden ist. So komponierte Ulmer z. B. aus dem verwitterten Holz einer Kirche, das er von einer Reise ins Schweizerische Rüschlikon mitgebracht hatte, den „Kleinen Hausaltar“ (1968). Die Verdichtung zur Einfachheit verleiht den späten Werken einen ernsten, zum Teil mahnenden Charakter, der sich einfacher Deutung entzieht.
Die Gedächtnisausstellung in der Staatsgalerie Stuttgart 1973 überraschte die Kunstwelt, da Ulmer zeitlebens öffentlichkeitsscheu geblieben war. So schrieb „Die Zeit“:
„Ein ungewöhnlicher Vorgang: da erscheint ganz plötzlich auf der Kunstszene ein namenloser Akteur, der sich beim ersten Vorsprechen durch die meisterhafte Beherrschung seiner Mittel auszeichnet.“
Über die nächsten Jahrzehnte folgten weitere Ausstellungen in Museen und Galerien.

## Ausstellungen
- 2011/12 Kunstmuseum Stuttgart
- 1998 „Willi Baumeister – Schüler und Freunde“, Galerie Dorn, Stuttgart
- 1994 Kunsthaus Schaller, Stuttgart
- 1986 „Kunst des 19. und 20. Jahrhunderts in Baden-Württemberg“, Galerie der Stadt Stuttgart
- 1985 Volksbank Zuffenhausen
- 1981 Galerie M.B.ART, Stuttgart
- 1981 „Bildkästen und Kastenbilder“, Wanderausstellung Staatsgalerie Stuttgart
- 1978 Gedächtnisausstellung, Galerie Landesgirokasse, Stuttgart
- 1975 Ulmer Museum, Ulm
- 1975 Kunsthaus Fischinger, Stuttgart
- 1974 Städtische Galerie „Die Fähre“, Salgau
- 1974 Süddeutsche Objekte, Galerie im Hause Behr, Stuttgart
- 1973 Gedächtnisausstellung Staatsgalerie Stuttgart
- 1967 „Collage 67“, Städtische Galerie im Lenbachhaus, München
- 1966 Kunsthaus Fischinger, Stuttgart
- 1960 Galerie Bleichenbacher, Zürich
- 1959 „Maler sehen Stuttgart“ (Wettbewerb), Städtische Sparkasse / Städtische Girokasse, Stuttgart

## Werke in Museen und Sammlungen (Auswahl)
- Mahnmal (1969, dunkelrote Holzplatte, auf Dämmplatte montiert, mit aufgehängtem Kieselstein, 127 × 110 cm, Staatsgalerie Stuttgart, Inventar-Nr. DKM P 261 (Plastik))
- Gleisanlage (1963, Kohle, schwarze Kreide, Farbstifte auf rohweißem Papier, 75 × 65 cm, Staatsgalerie Stuttgart, Inventar-Nr. C 1979/GL 2797, Leihgabe des Regierungspräsidiums Stuttgart Nr. 2679 (Graphische Sammlung))
- Gepunktet (1967, 82 × 72 cm, Kunstmuseum Stuttgart, Inventar-Nr. V-0433)
- Schmetterlingscollage (1969, Textilien auf Leinwand, 115 × 105,5 cm, Kunstmuseum Stuttgart, Leihgabe aus Privatbesitz)
- Schwarzes Kreuz (1968, Öl und Papier auf Leinwand, 134 × 113,5, Kunstmuseum Stuttgart, Leihgabe aus Privatbesitz)
- Bauernhochzeit (1968, Textilien und Materialien auf Sackleinen, 103 × 93 cm, Kunstmuseum Stuttgart, Leihgabe aus Privatbesitz)
- Zeitungscollage (1968, Öl, Zeitung, Papier auf Leinwand, 105,5 × 115 cm, Kunstmuseum Stuttgart, Leihgabe aus Privatbesitz)
- Spiralcollage (1967, Collage, Rupfen auf Hartfaserplatte, 98 × 89 cm, Sammlung der LBBW)
- Etui M.B. (1972, Kinderwagenrad, Blech, Dämmplatte, 51 × 30 × 8 cm, Galerie der Stadt Sindelfingen – Lütze Museum)
- Agitation (1968, Collage, 100 × 90 cm, Sammlung Reinheimer (2011 aufgelöst))